# Prêmio Globo de Melhores do Ano de melhor ator de novela
O Prêmio Globo de Melhores do Ano para Melhor Ator de Novela é um prêmio anual destinado a melhor interpretação masculina da televisão brasileira da TV Globo. Entre 1995 e 2019, a premiação foi apresentada pelo apresentador Faustão durante o Domingão do Faustão, passando a ser realizada a partir de 2021 pelo Domingão com Huck sob a apresentação do apresentador Luciano Huck. Entre 1995 e 2013 a categoria era intitulada apenas como "Melhor Ator".

## História
Em 28 cerimônias, o Melhores do Ano já premiou 19 atores diferentes. A categoria não diferencia atores que fazem protagonista ou antagonista, ambos podem ser indicados. O primeiro ator a receber o prêmio foi José Mayer por História de Amor na cerimônia de 1995. Entre 1995 e 2013 a categoria era denominada "Melhor Ator" e a partir de 2014 passou a chamar "Melhor Ator de Novela", em razão da criação da categoria Melhor Ator de Série em 2014.

## Vencedores e indicados
|  | Indica o vencedor |

### Década de 1990
Fonte: 
| Ano  | Intérprete           | Novela               | Personagem               |
| ---- | -------------------- | -------------------- | ------------------------ |
| 1995 | José Mayer           | História de Amor     | Carlos Alberto Moretti   |
| 1996 | Antônio Fagundes     | O Rei do Gado        | Bruno Berdinazzi Mezenga |
| 1997 | Não houve premiação. | Não houve premiação. | Não houve premiação.     |
| 1998 | Tony Ramos           | Torre de Babel       | José Clementino da Silva |
| 1999 | Marco Nanini         | Andando nas Nuvens   | Otávio Montana           |
| 2000 | Tony Ramos           | Laços de Família     | Miguel Soriano           |

### Década de 2000
Fonte: 
| Ano  | Intérprete          | Novela               | Personagem                                  |
| ---- | ------------------- | -------------------- | ------------------------------------------- |
| 2001 | Antonio Fagundes    | Porto dos Milagres   | Félix Guerrero / Bartolomeu                 |
| 2002 | Tarcísio Meira      | O Beijo do Vampiro   | Bóris Vladescu                              |
| 2002 | Murilo Benício      | O Clone              | Lucas Ferraz / Diogo Ferraz / Edvaldo (Léo) |
| 2002 | Raul Cortez         | Esperança            | Gennaro                                     |
| 2003 | Marcos Pasquim      | Kubanacan            | Esteban Maroto                              |
| 2003 | José Mayer          | Mulheres Apaixonadas | César Andrade de Melo                       |
| 2003 | Tony Ramos          | Mulheres Apaixonadas | Teodoro "Téo" Ribeiro Alves                 |
| 2004 | Tony Ramos          | Cabocla              | Coronel Boanerges de Sousa                  |
| 2004 | Fábio Assunção      | Celebridade          | Renato Mendes                               |
| 2004 | José Wilker         | Senhora do Destino   | Giovanni Improtta                           |
| 2005 | Caco Ciocler        | América              | Edward "Ed" Talbot                          |
| 2005 | Murilo Benício      | América              | Sebastião "Tião" da Silva                   |
| 2005 | Thiago Lacerda      | América              | Alexandre "Alex" Camargo                    |
| 2006 | Lázaro Ramos        | Cobras & Lagartos    | Daniel "Foguinho" Miranda                   |
| 2006 | Osmar Prado         | Sinhá Moça           | José Ferreira                               |
| 2006 | Tony Ramos          | Belíssima            | Niko Petrakis                               |
| 2007 | Wagner Moura        | Paraíso Tropical     | Olavo Novaes                                |
| 2007 | Fábio Assunção      | Paraíso Tropical     | Daniel Bastos                               |
| 2007 | Tony Ramos          | Paraíso Tropical     | Antenor Cavalcanti                          |
| 2008 | Murilo Benício      | A Favorita           | Eduardo "Dódi" Gentil                       |
| 2008 | Antônio Fagundes    | Duas Caras           | Juvenal Antena                              |
| 2008 | Carmo Dalla Vecchia | A Favorita           | José Roberto "Zé Bob" Duarte                |
| 2009 | Eriberto Leão       | Paraíso              | José "Zeca" Eleutério                       |
| 2009 | Rodrigo Lombardi    | Caminho das Índias   | Raj Ananda                                  |
| 2009 | Tony Ramos          | Caminho das Índias   | Opash Ananda                                |
| 2010 | Murilo Benício      | Ti Ti Ti             | Ariclenes Martins (Victor Valentim)         |
| 2010 | Alexandre Borges    | Ti Ti Ti             | André Espina (Jacques Le Clair)             |
| 2010 | Tony Ramos          | Passione             | Antonio "Totó" Mattolli                     |

### Década de 2010
Fonte: 
| Ano  | Intérprete           | Novela                  | Personagem                            |
| ---- | -------------------- | ----------------------- | ------------------------------------- |
| 2011 | Gabriel Braga Nunes  | Insensato Coração       | Leonardo "Léo" Brandão                |
| 2011 | Bruno Gagliasso      | Cordel Encantado        | Timóteo Cabral                        |
| 2011 | Rodrigo Lombardi     | O Astro                 | Herculano Quintanilha                 |
| 2012 | Murilo Benício       | Avenida Brasil          | Jorge "Tufão" Araújo                  |
| 2012 | Cauã Reymond         | Avenida Brasil          | Jorge “Jorginho” de Souza Araújo      |
| 2012 | Marcello Novaes      | Avenida Brasil          | Maxwell “Max” Oliveira                |
| 2013 | Mateus Solano        | Amor à Vida             | Félix Khoury                          |
| 2013 | Antônio Fagundes     | Amor à Vida             | César Khoury                          |
| 2013 | Bruno Gagliasso      | Joia Rara               | Franz Hauser                          |
| 2014 | Alexandre Nero       | Império                 | José Alfredo de Medeiros              |
| 2014 | Murilo Benício       | Geração Brasil          | Jonas Marra                           |
| 2014 | Osmar Prado          | Meu Pedacinho de Chão   | Epaminondas Napoleão                  |
| 2015 | Alexandre Nero       | A Regra do Jogo         | Romero Rômulo da Silva                |
| 2015 | Rafael Cardoso       | Além do Tempo           | Conde Felipe Castellini/Santarém      |
| 2015 | Rodrigo Lombardi     | Verdades Secretas       | Alexandre Ticiano (Alex)              |
| 2016 | Sérgio Guizé         | Êta Mundo Bom!          | Cândido da Silva (Candinho)           |
| 2016 | Felipe Simas         | Totalmente Demais       | Jonatas Castro                        |
| 2016 | Mateus Solano        | Liberdade, Liberdade    | José Maria Rubião                     |
| 2017 | Marco Pigossi        | A Força do Querer       | José Ribamar do Carmo (Zeca)          |
| 2017 | Rodrigo Lombardi     | A Força do Querer       | Caio Borges Garcia                    |
| 2017 | Vladimir Brichta     | Rock Story              | Guilherme "Gui" Santiago              |
| 2018 | Sérgio Guizé         | O Outro Lado do Paraíso | Gael Montserrat                       |
| 2018 | Emilio Dantas        | Segundo Sol             | Roberto "Beto" Falcão / Miguel Falcão |
| 2018 | Vladimir Brichta     | Segundo Sol             | Remy Yunes Falcão Maranhão            |
| 2019 | Jesuíta Barbosa      | Verão 90                | Jerônimo Guerreiro / Rojê Guerreiro   |
| 2019 | Renato Góes          | Órfãos da Terra         | Jamil Zarif                           |
| 2019 | Reynaldo Gianecchini | A Dona do Pedaço        | Régis Mantovani                       |

### Década de 2020
Fonte: 
| Ano  | Intérprete           | Novela                  | Personagem                          |
| ---- | -------------------- | ----------------------- | ----------------------------------- |
| 2020 | Não houve premiação. | Não houve premiação.    | Não houve premiação.                |
| 2021 | Chay Suede           | Amor de Mãe             | Danilo Lopes Nunes / Domênico Silva |
| 2021 | Irandhir Santos      | Amor de Mãe             | Álvaro da Nóbrega                   |
| 2021 | Selton Mello         | Nos Tempos do Imperador | Dom Pedro II, Imperador do Brasil   |
| 2022 | Murilo Benício       | Pantanal                | Tenório Pereira Santos              |
| 2022 | Antonio Calloni      | Além da Ilusão          | Matias Tapajós                      |
| 2022 | Marcos Palmeira      | Pantanal                | José Leôncio                        |
| 2023 | Emilio Dantas        | Vai na Fé               | Theo Camargo Bastos                 |
| 2023 | Lázaro Ramos         | Elas por Elas           | Mário Fofoca (Mário Cury)           |
| 2023 | Tony Ramos           | Terra e Paixão          | Antônio La Selva                    |
| 2024 | Chay Suede           | Mania de Você           | Mavi Salama Dumas                   |
| 2024 | Juan Paiva           | Renascer                | João Pedro Inocêncio                |
| 2024 | Marcos Palmeira      | Renascer                | José Inocêncio (Zé Inocêncio)       |

## Estatísticas e recordes
| Sub–categoria                                    | Melhor Ator de Novela | Melhor Ator de Novela |
| ------------------------------------------------ | --- | --------------------- |
| Atores com mais prêmios                          | Murilo Benício (4), Tony Ramos (3), Antônio Fagundes (2), Alexandre Nero (2), Sérgio Guizé (2), Chay Suede (2) |                       |
| Atores com mais indicações                       | Tony Ramos (9), Murilo Benício (7), Antonio Fagundes (5), Rodrigo Lombardi (4), Fábio Assunção (3), Raul Cortez (3), Alexandre Nero (2), Bruno Gagliasso (2), Eduardo Moscovis (2), José Wilker (2), Mateus Solano (2), Sérgio Guizé (2), Tarcísio Meira (2), José Mayer (2), Marcos Palmeira (2), Emilio Dantas (2), Lázaro Ramos (2), Chay Suede (2) |                       |
| Atores com mais indicações sem nunca ter ganhado | Rodrigo Lombardi (4), Raul Cortez (3), Eduardo Moscovis (2), Fábio Assunção (2), Bruno Gagliasso (2), José Wilker (2), Vladimir Brichta (2) |                       |
| Ator que recebeu o prêmio em um período curto    | Alexandre Nero por Império (2014) e A Regra do Jogo (2015), 2 anos consecutivos |                       |
| Ator que recebeu o prêmio em um período longo    | Murilo Benício por A Favorita (2008) e Pantanal (2022), 14 anos de diferença |                       |
| Ator mais jovem a ganhar                         | Jesuíta Barbosa aos 28 anos por Verão 90 (2019) |                       |
| Ator mais jovem a ser indicado                   | Felipe Simas aos 23 anos por Totalmente Demais (2016) |                       |
| Ator mais velho a ganhar                         | Tarcísio Meira aos 68 anos por O Beijo do Vampiro (2001) |                       |
| Ator mais velho a ser indicado                   | Tony Ramos aos 75 anos por Terra e Paixão (2023) |                       |